# Långtjärnen (Tärna socken, Lappland, 725501-153930)
Långtjärnen är en sjö i Storumans kommun i Lappland och ingår i Umeälvens huvudavrinningsområde. Sjön har en area på 0,108 kvadratkilometer och ligger 522,7 meter över havet. Sjön avvattnas av vattendraget Mattasjöbäcken.

## Delavrinningsområde
Långtjärnen ingår i det delavrinningsområde (725509-154159) som SMHI kallar för Ovan Mettjärnbäcken. Medelhöjden är 537 meter över havet och ytan är 23,78 kvadratkilometer. Det finns inga avrinningsområden uppströms utan avrinningsområdet är högsta punkten. Mattasjöbäcken som avvattnar avrinningsområdet har biflödesordning 3, vilket innebär att vattnet flödar genom totalt 3 vattendrag innan det når havet efter 299 kilometer. Avrinningsområdet består mestadels av skog (82 procent) och sankmarker (12 procent). Avrinningsområdet har 0,89 kvadratkilometer vattenytor vilket ger det en sjöprocent på 3,8 procent.